# W.I.T.C.H.
W.I.T.C.H. je "povest" italijanske novinarke in pisateljice Elizabeta Gnone (* 1965), ki je izšla leta 2001 s pomočjo laboratorijev Disney Italia v obliki stripa, nato pa še kot animirana TV-serija. V obliki stripa je izšla v 28 različnih jezikih. Serijo na TV so si v Evropi lahko ogledali gledalci v Italiji, Franciji, Nemčiji, Angliji in na Poljskem. 
Zgodba spremlja življeje petih mladih deklet, prijateljic iz Heatherfielda, katere so bile izbrane zato da varujejo ureditev v Kandrakarju, daljnem, brezkončnem mestu v centru Vsemirja, kjer je tempelj Sveta, v katerem vlada Prerok. V mesto Heaterfield so se priselile:
- Will Vandom - čuvajka srca Kandrakarja,
- Irma Lair - s svojimi močmi obvladuje vodo,
- Tarance Cook - s svojimi močmi obvladuje ogenj,
- Cornelia Hale - s svojimi močmi obvladuje zemljo,
- Hay Lin - s svojimi močmi obvladuje zrak.

Te čuvajke imajo moč nad elementi narave, lahko se teleportirajo, lahko ustvarijo svoje identične dvojnice (astralne kaplje) s katerimi se lahko zamenjajo, kadar morajo oditi opraviti kakšno nalogo, vendar ne želijo, da bi starši opazili, da jih ni. Kandrakar je pod vodstvom Preroka, modreca, ki varuhinjam daje naloge in jim skuša pomagati, tako varuhinjam kot negotovim mladim deklicam.
Varuhinje so navidez čisto običajna dekleta, vendar imajo tajne moči, s katerimi se lahko zaščitijo pred sovražniki, ki bi želeli podreti ravnotežje v Kandrakarju. Obiskujejo Gimnazijo v Sheffieldu in imajo probleme kot vse mladostnice. Imajo ljubezenske težave, razne zaplete s starejšimi, probleme z učitelji, mlajšimi sestrami in brati. Rdečelaska Will je varuhinja srca Kandrakarja, kristala, v katerem je pet elementov, in vodja skupine W.I.T.C.H. Vsaka zgodba iz stripa se dogaja v dvanajstih delih, razdeljenih po mesecih v letu. 

## Zgradba stripa

### Prva zgodba
V mesto Heatherfield se priseli najstnica Will, katera zaradi selitve ni najbolj srečna, ima največje težave s šolo. Po prihodu se sreča in spoprijatelji z vrstnicami, Irmo, Cornelijo, Hay Lin, Taranee in Elyon. Čez nekaj časa iz Meridijana (mesta iz čarobnega Metasveta)  prispeta Cedrick in Vathek, katera sta prišla po Elyon, za katero trdita da je davno izgubljena sestra princa Phobosa, vladarja Meridijana. Uspe jima prepričati Elyon, saj se je ta zaljubila v Cedricka in odide z njim. Medtem Hay Linina babica ostalim najstnicam pokaže srce Kandrakarja - čarobni kristal, ki najstnicam odkrije njihove moči. Nobena od njih v to ne verjame vse dokler Will, Irma in Hay Lin ne padejo v Eloinino past in se rešijo s pomočjo svojih novih moči. V enem od svojih potovanj v Metasvet Cornelia spozna fanta, o katerem je že dolgo sanjala. Izve, da mu je ime Caleb in takoj se zaljubita. Dekleta izvejo, da obstajajo vrata, skozi katera lahko vstopijo v Metasvet, vendar morajo biti pozorne, saj lahko skoznje vstopijo tudi razne pošasti iz Metasveta. Njihova prva naloga je varovanje pajčolana, posebne meje človeškega in Metasveta. Zapreti morajo vsa vrata da bi pajčolan izginil in tako lahko rešijo Elyon. To jim uspe šele v 12 delu, ko Phobos poiskuša izčrpati Elyonino energijo s pomočjo Krone Svetlobe. Dekleta mu to preprečiijo, vendar Elyon ostane v Metasvetu in postane kraljica Meridiana. Vse se ne konča srečno, ker Phobos spremeni Caleba v cvet in ga tako kaznuje zaradi upora, ki ga je organiziral.
Prva zgodba ima 12 delov, to so:
- Noč čarovnic,
- Dvanajst vrat,
- Druga dimenzija,
- Moč ognja,
- Zadnja solza,
- Iluzije in laži,
- Nekega dne ga boš srečala,
- Črne rože Meridiana,
- Štirje zmaji,
- Most med dvema svetovoma,
- Krona Svetlobe,
- Naj bo za vedno.